# Angelo Marchetti
Pour les articles homonymes, voir Marchetti.

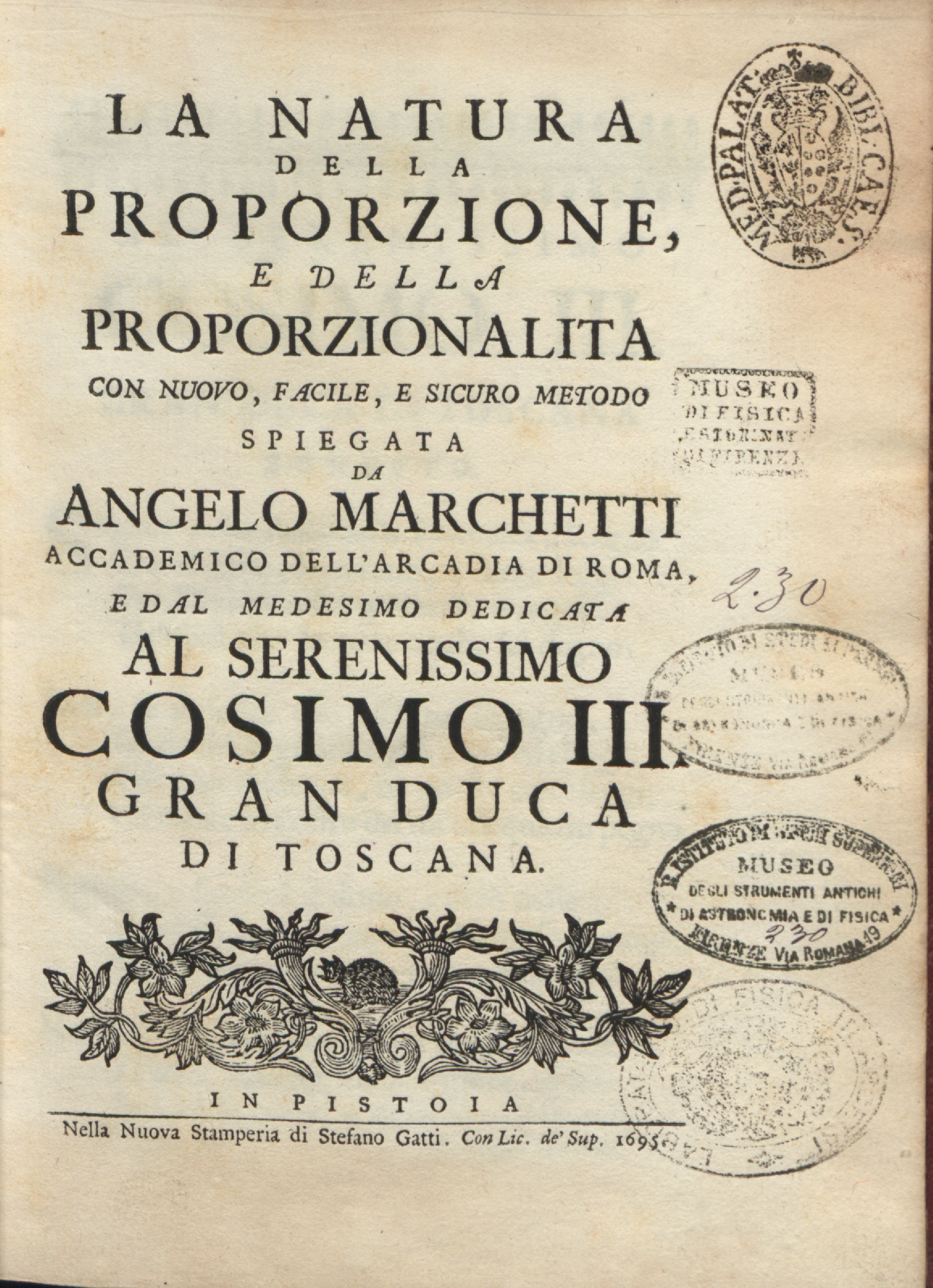
La natura della proporzione, 1695

Angelo Marchetti, né en 1674 et mort en 1753, est un mathématicien et cosmographe italien de Pistoia.
Il était le fils d'Alessandro Marchetti et membre de l'Académie d'Arcadie à Rome.

## Œuvres
- (it) Prove delle conclusioni intorno a' momenti de' gravi sopra i piani declivi, Florence, Garbo all'insegna della Stella, 1688 (lire en ligne)
- (it) La natura della proporzione, e della proporzionalita con nuovo, facile, e sicuro metodo, Pistoia, Stefano Gatti, 1695 (lire en ligne)
- (it) Breve introduzione alla cosmografia, Pistoia, Atto Bracali, 1738 (lire en ligne)
- (it) Succinto trattato di navigazione, Pistoia, Atto Bracali, 1738 (lire en ligne)